# Nitrianske Hrnčiarovce
Nitrianske Hrnčiarovce (slowakisch bis 1948 „Hrnčiarovce“; ungarisch Nyitragerencsér – bis 1907 Gerencsér) ist ein Ort und eine Gemeinde im Westen der Slowakei mit 2412 Einwohnern (Stand 31. Dezember 2024). Sie liegt im Okres Nitra, einem Kreis der übergeordneten Verwaltungseinheit Nitriansky kraj.

## Geographie

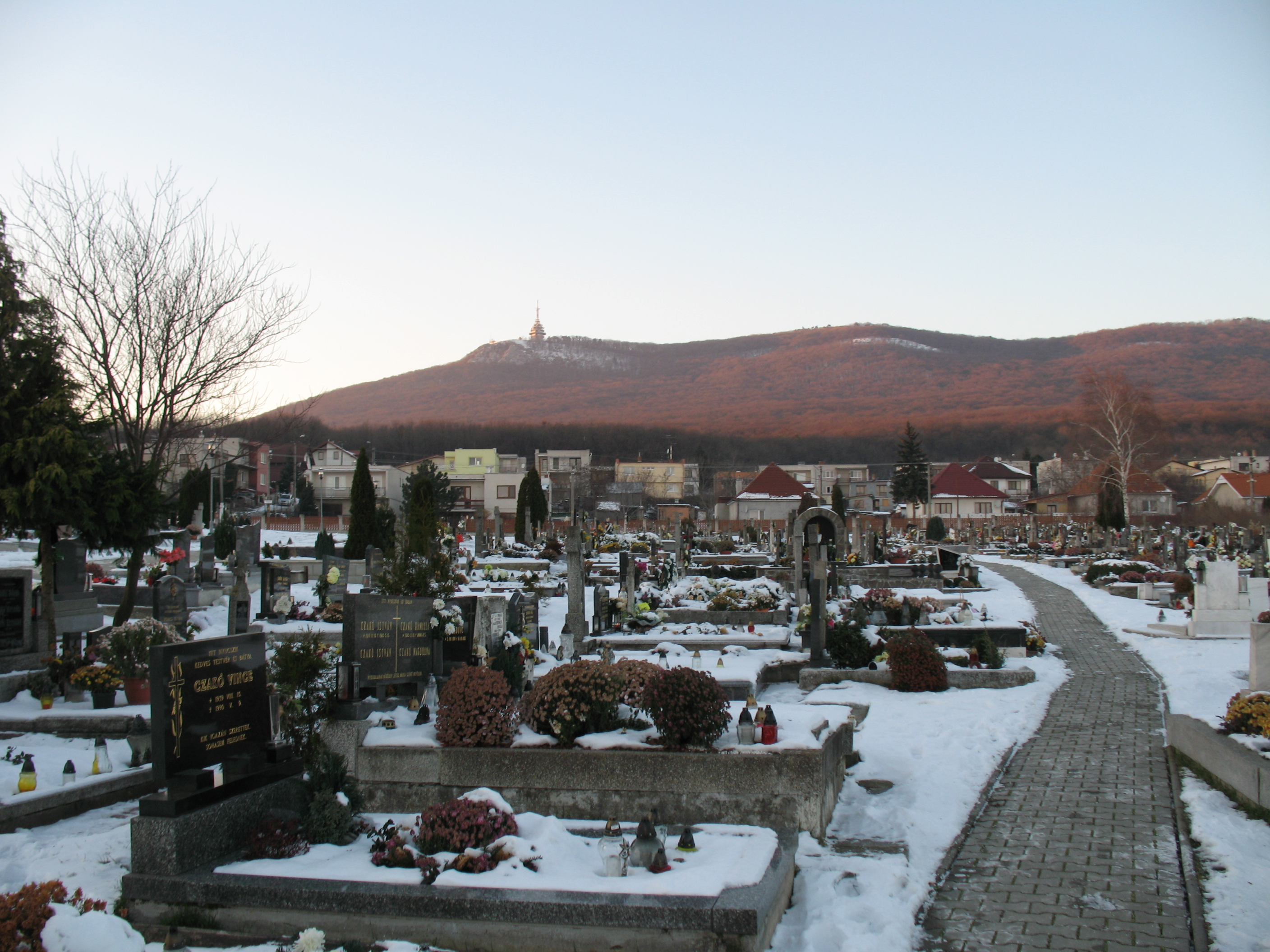
Berg Zobor, vom örtlichen Friedhof aus gesehen

Nitrianske Hrnčiarovce liegt im Donauhügelland, genauer im Unterteil Žitavská pahorkatina (Žitava-Hügelland) am Fuße des Gebirges Tribeč. Nordwestlich der Gemeinde erhebt sich der Berg Zobor (587 m n.m.). Das Ortszentrum ist nur etwa fünf Kilometer von Nitra entfernt.

## Geschichte
Der Ort wurde zum ersten Mal 1113 als Grincha schriftlich erwähnt und entwickelte sich als ein Ort im Schatten der benachbarten Stadt Neutra. Im frühen Mittelalter diente sie der Burg Neutra, im 12. bis 15. Jh. gehört sie zur Abtei am Zobor, dann war zwischen den Graner und Neutraer Kapiteln aufgeteilt. Die Pfarrei ist zum ersten Mal 1216 nachgewiesen. Im 16. und 17. Jahrhundert wurde der Ort von den Osmanen mehrmals die Mitleidenschaft gezogen, wie beispielsweise im Jahr 1576. 1828 hatte der Ort 82 Häuser und 557 Einwohner.
Bis 1918 gehörte der im Komitat Neutra liegende Ort zum Königreich Ungarn und kam danach zur Tschechoslowakei. 1974 wurde der Ort in die Stadt Nitra eingegliedert, bekam aber seinen Status als Gemeinde im Jahr 1990 nach einem Referendum wieder zurück.
Der Ort Malanta südlich des Hauptortes wurde zum ersten Mal 1113 als Molunta erwähnt. Im 14. Jahrhundert teilte sich Malanta in einen oberen und einen unteren Teil. Während der Türkenkriege wurden beide Orte vollständig vernichtet. Bis zur Eingliederung im Jahr 1863 in die heutige Gemeinde wiesen beide Orte nur jeweils etwa 50 Einwohner auf.

## Bevölkerung
| Jahr                | 1994 | 2004     | 2014    | 2024     |
| ------------------- | ---- | -------- | ------- | -------- |
| Anzahl der Personen | 1578 | 1818     | 1995    | 2412     |
| Unterschied         |      | +15,20 % | +9,73 % | +20,90 % |

| Jahr                | 2023 | 2024    |
| ------------------- | ---- | ------- |
| Anzahl der Personen | 2393 | 2412    |
| Unterschied         |      | +0,79 % |

## Sehenswürdigkeiten

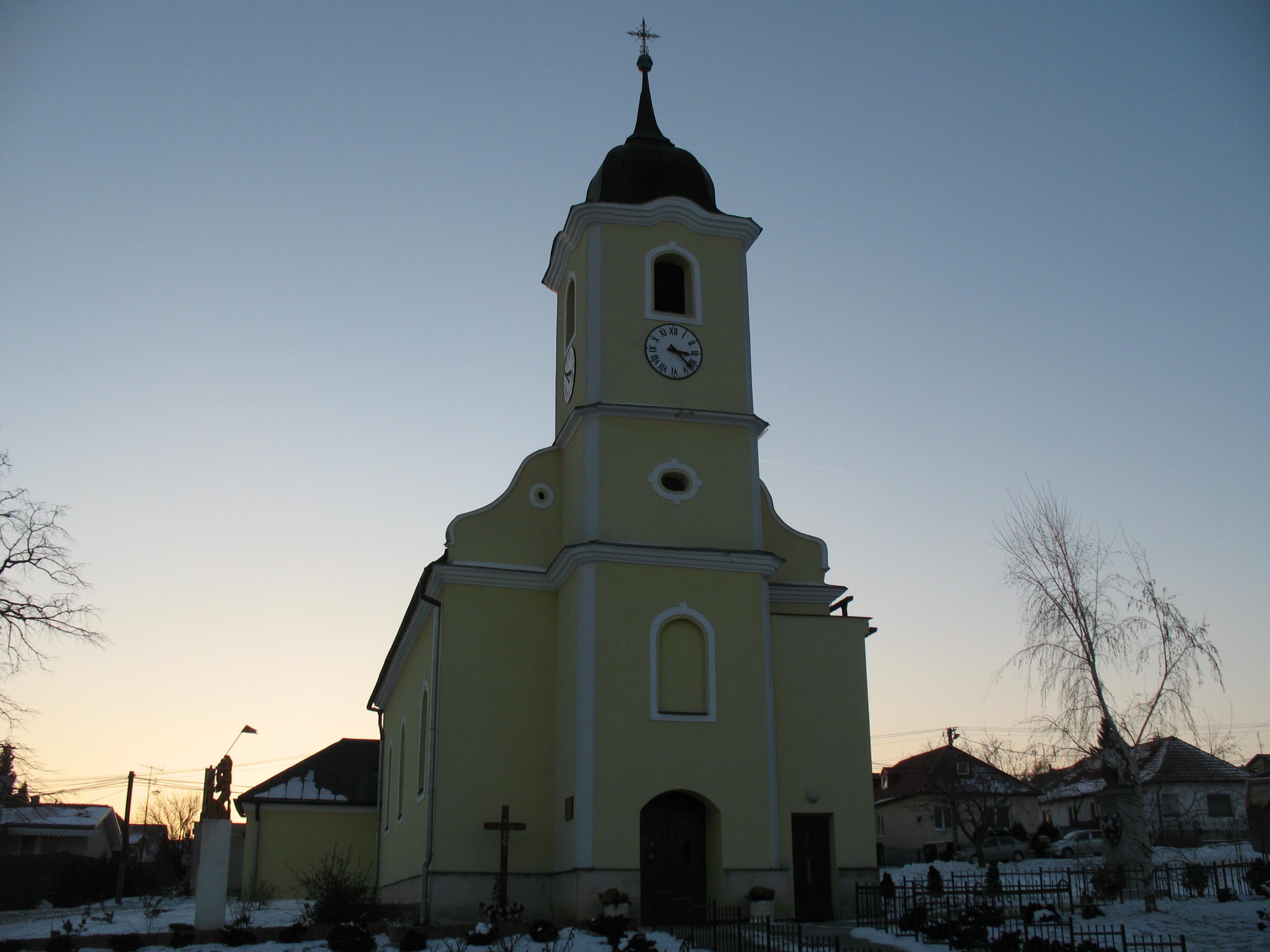
Dorfkirche

- barocke römisch-katholische Georgskirche aus dem Jahr 1775, die Geschichte aber geht wohl ins 12. Jahrhundert zurück
- klassizistisches Landschloss des Geschlechts Ocskay aus dem 19. Jh. (Ort Dolná Malanta)